# Rossiya
A Rossiya (em russo:  Россия) é uma companhia aérea da Rússia.

## Frota

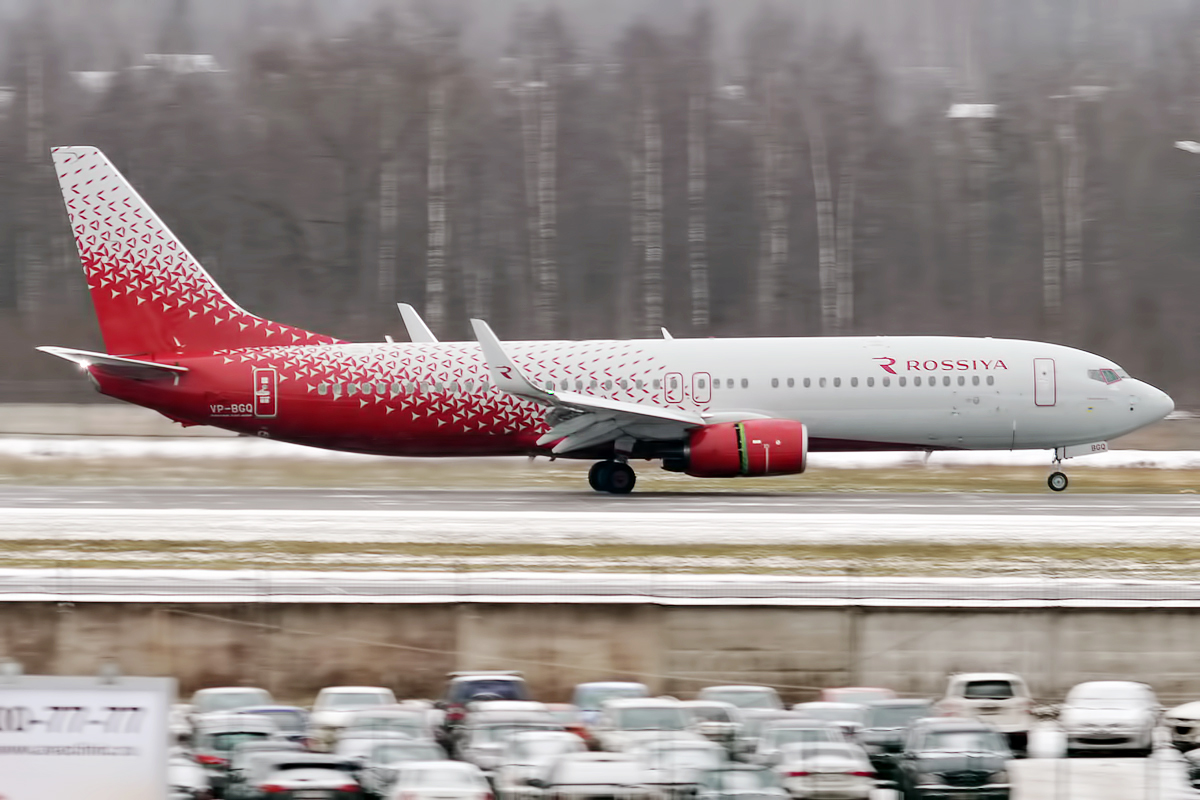
Boeing 737-800 da Rossiya.

Em 2024 a frota da companhia era composta por:
- 18 Airbus A319-100
- 8 Airbus A320-200
- 11 Boeing 737-800
- 2 Boieng 737-900
- 9 Boeing 747-400
- 3 Boeing 777-300
- 4 Boeing 777-300ER
- 78 Sukhoi Superjet 100-95

Total:133 Aeronaves